# Аплізинові
Аплізинові (Aplysinidae) — родина морських губок ряду Verongiida. Його нарости мають форму віяла або булави. Родина містить три визнані роди та шість невизнаних. Вперше його автентифікував і описав Генрі Джон Картер у 1875 році.